# هنريك شفارتز
هنريك شفارتز (بالألمانية: Henrik Schwarz)‏ (و. 1972  م) هو دي جيه، وموسيقي ألماني.